# 鎌田大地
鎌田 大地（かまだ だいち、1996年8月5日 - ）は、大阪府岸和田市生まれ、愛媛県伊予市出身のプロサッカー選手。日本代表。プレミアリーグ・クリスタル・パレスFC所属。ポジションはミッドフィールダー、フォワード
弟の鎌田大夢もプロサッカー選手（ベガルタ仙台所属）。

## 来歴

### プロ入り前
大学サッカーの名門・大阪体育大学でサッカーを専修していた父・幹雄が高い技術力のある選手を目指し、父の教えで3歳からサッカーを始める。3歳でクワトロ（キッズFCの前身）に入団。
キッズFC(現・FCゼブラキッズ)では小学5年時に一学年上のナショナルトレセンU-12四国に選出。キャプテンだった小学6年時には、愛媛県少年サッカー選手権大会で優勝。
中学からは、大阪府岸和田市に住む祖父母の家から通える距離にあったガンバ大阪ジュニアユースに進んだ。しかし主戦場であるトップ下のポジションには井手口陽介ら多くのライバルがいた。鎌田は中学入学時に小柄で150cm程だったが、3年間で175cmまで伸び、成長に筋肉が追いつかず、思うようなプレーができない「クラムジー」に陥り、中学１年生時に腕の骨、中学3年生夏の全国大会直前には腰の骨を骨折した影響もあり 思うようなパフォーマンスが発揮できず、中3になっても途中出場が多かった。守備面やハードワーク面での物足りなさも指摘され、ユースへの昇格は叶わなかった。
中学一年時の2009年にJOMOカップU-13Jリーグ選抜に選出され、韓国戦に出場。この時、同じ小学校でキッズFCのチームメイトだった山本亮太が愛媛FCジュニアユースから選出されている。
技巧派を求めている他Jクラブユースへの道もあったが、選手権への憧れやハードワークを身に付ける目的、父幹雄と福重監督が大阪体育大時代の先輩後輩だった縁もあり、東山高校に進学。一年生ながら出場した第91回全国高校サッカー選手権京都府大会決勝戦では後のJリーガー仙頭、小屋松らを擁し同選手権で準優勝した京都橘高校に2-3で敗れ、惜しくも選手権出場はならなかった。
二年生時、関西強豪校ひしめくプリンスリーグ関西1部2013では、18試合22得点18アシストの圧倒的数字で得点王とアシスト王のダブルを達成し、チームを3位に導く。東山高校では三年生が早くに引退し三年生不在で臨み、4校で争われたプレミアリーグ参入決定戦トーナメントでは帯広北高校戦で2ゴール1アシストし、初戦で前橋育英高校を降した藤枝東高校戦でも決勝ゴールを挙げ トーナメントを制し、これらの活躍が翌年のプレミアリーグWESTへ昇格の原動力になった。プリンスリーグの活躍が目に留まり、二年生秋に清水エスパルスに練習参加し、ゴトビ監督に大層気に入られ清水入団が濃厚だった。
主将を務めた三年時には、高校年代日本最高峰のプレミアリーグWEST2014でチームが最下位となり全18試合で総得点が19点の中、プリンスリーグの活躍で徹底したマンマークに遭い、苦しみながらも得点ランキング4位の10得点を記録した。複数の強豪大学から熱心に誘いを受けるが「大学は必要な道かもしれない、でもやっぱり譲れない思いがある。世界的に見て22歳でプロになるのは絶対に遅いと思う。高卒Jリーグ1年目から出ることが理想だし、そうしないといけない。Jリーグの先のことも考えている、世界に出てプレーしたいという夢はずっと持ち続けている、僕の中ではやれる自信は十分にある。」という考えの基、プロ入りを志願し、5つのJクラブが興味を示した中、ゴトビ監督が解任され清水入りが流れて、翌期からのサガン鳥栖への加入が内定した。2014年11月17日、東山高校にてサガン鳥栖との仮契約と入団会見が行われた。

### サガン鳥栖時代
2015年、サガン鳥栖に入団。2015年5月10日のJ1ファーストステージ第11節松本山雅戦で後半27分から途中出場し、J1リーグ戦初出場を果たし、同試合で同点ゴールとなる鮮やかなダイレクトボレーでプロ初ゴールを挙げる。続く第12節の名古屋グランパス戦では、スコアレスの後半40分から出場し、アディショナルタイムにFW豊田への局面を変える決定的なスルーパスで初アシストを記録。2ndテージ第1節の柏レイソル戦で2アシスト。2015年7月22日、2ndステージ第6節ガンバ大阪戦で折り返しを強烈にゴールに流し込み得点を挙げる。2015年8月16日、2ndステージ第7節モンテディオ山形戦で相手DFとGKを引き付け、タイミングを外してゴール隅への巧みなシュートで得点を挙げる。2015年8月、京都で行われたU-22日本代表のトレーニング・キャンプに招集される。
2016年6月18日、1stステージ第16節のガンバ大阪戦で2得点し、逆転勝利の立役者となり、MOMに選出される。2016年7月9日、2ndステージ第2節ヴィッセル神戸戦でピンポイントクロスでアシストをすると、カットインから相手DFを引き付けタイミングを外したゴール端へのシュートで得点を挙げ、1ゴール1アシストを記録。2016年7月23日、2ndステージ第5節アビスパ福岡戦でクロスにヘディングで合わせ押し込み得点を挙げる。
2016年9月3日、第96回天皇杯2回戦FC琉球戦で得点を挙げる。
2016年10月22日の2ndステージ第15節の柏レイソル戦で2得点を挙げ、鳥栖の勝利に大いに貢献して、MOMに選出される、前半40分に豊田とのワンツーで奪った先制点がJリーグ公式から10月度月間ベストゴールに選出される。二年目はリーグ戦28試合出場し7ゴールを挙げる。
フィッカデンティ体制2年目となる鳥栖3年目のシーズンは、背番号が24番から7番に変更になった。2017年4月1日、第5節FC東京戦で、ゴール前の混戦で溢れたボールをゴール隅へのシュートで得点を挙げる。2017年4月26日、ＪリーグYBCルヴァンカップ第3節セレッソ大阪戦で2得点を挙げる。2017年5月7日、第10節横浜Fマリノス戦で鋭いプレスで相手DFからボール奪取し、そのままシュートに持ち込み得点を挙げる。
2017年5月27日に行われた第13節のコンサドーレ札幌戦では決勝点を挙げて自ら結婚を祝った。2017年6月25日、第16節の浦和レッズ戦では先制点をアシストして、自身のラストゲームを勝利で飾った。
鳥栖最終年の2017シーズンには平均走行距離12.80キロを記録し、そのシーズンのJリーグ全選手の中でトップになった。
鳥栖で公式戦通算80試合出場16得点を記録。

### フランクフルト時代
2017年6月24日、ブンデスリーガのアイントラハト・フランクフルトに完全移籍することでクラブ間が合意したことが発表された。その後6月29日にはフランクフルト側から、鎌田と2021年までの4年契約を結んだことが公表された。8月12日、DFBポカール1回戦のエルンテブリュック戦で公式戦初先発を果たした。8月20日、開幕戦のフライブルク戦でリーグ戦デビューを飾った。シーズン序盤は好調だったものの、その好調を維持することができず、2017-18シーズンでの出場試合はわずか3試合にとどまった。

### シント＝トロイデン時代
2018年8月31日、フランクフルトからシュテンデラやマルコファビアンらとともに構想外となり、ベルギー1部リーグ・シント＝トロイデンVVへレンタル移籍する事が発表された、背番号は15番。
8月31日と移籍市場が閉まるギリギリのタイミングで遅れてのレンタル移籍となった為、デビューは遅れて9月16日第7節のヘント戦となったが途中出場から鮮やかに二人を躱し移籍後初得点を決めて勝利に貢献した。
2018年9月23日、続く第8節アントワープ戦では後半30分からの出場で左足の狙い澄ましたシュートで得点を挙げる。
2018年9月30日、第9節アンデルレヒト戦では試合開始早々に味方に退場者が出たのが響き、後半45分から数分だけの途中出場に留まることになった。
2019年10月20日、第11節のコルトレイク戦では2試合連続得点を記録。
2018年10月28日、第12節クラブ・ブルージュ戦では強烈なシュートで、2018年11月26日、第16節アンデルレヒト戦では狭いコースに小さな穴を通すかのようなシュートでベルギーリーグの強豪相手にどちらも3試合連続となる得点を挙げる。
12月8日、第18節のスタンダール・リエージュ戦でも得点を決め、シーズン2桁得点に到達した。
2019年4月20日、プレーオフ2のオイペン戦で15ゴール目を挙げ、日本人主要欧州リーグシーズン最多得点記録を更新した、この得点でベルギーリーグデビューが第7節途中出場と遅れながら15得点を記録し、18-19シーズンのベルギージュピラーリーグ得点ランキング最終順位第5位になった。
シントトロイデンが戦ったプレーオフ2と合わせて、リーグ戦34試合15ゴール7アシスト(ベルギーリーグは16チームで試合数が少ない替わりにプレーオフの得点も加算される、18/19シーズンは16チームでリーグ戦30試合と優勝かけてリーグプレーオフ10 試合を戦った)。
ベルギーカップ(2試合１得点2アシスト)と合わせて公式戦通算36試合16ゴール9アシスト。

### フランクフルト復帰
シント・トロイデンでの活躍によりジェノア移籍が濃厚だったが、ジェノヴァ行きの当日にヒュッター監督とボビッチSDから熱心に慰留され、フランクフルト残留となった。
この残留を受け、期待の高さからプレシーズン中に背番号が40番から15番に変更になった。
2019年8月11日、DFBポカール1回戦のマンハイム戦で加入後初得点を決めた。
2019年8月29日、ヨーロッパリーグ予選3回戦ストラスブール戦2ndレグで、2点目となるFKを獲得し、更にアシストを記録、逆転でチームをヨーロッパリーグ本戦に導く。フランス全国紙レキップから最高評価を受ける。
2019年9月22日、ブンデスリーガ第5節ドルトムント戦でクロスに反応してダイレクトシュートを放つと、相手DFに当たり惜しくも鎌田の得点にはならなかったがオウンゴールを誘発し引き分けに持ち込む。
2019年11月28日、ヨーロッパリーグGL第2節でサポーター同士がトラブルを起こし無観客試合の制裁の下エミレーツ・スタジアムで行われた第5節アーセナル戦、前線でボールを受けると中に切り込むドリブルで相手DFを引き付けながらも、ペナルティエリアライン上から左足でゴール隅の狭いコースへの鮮やかなシュートで初得点を記録、更にCKの溢れ球をゴール端への鮮烈なシュートで2得点目を挙げ、チームを勝利に導き複数メディアからMOMに選出される。
2019年12月12日のGL第6節ヴィトーリア戦ではヨーロッパリーグ2戦連続となるゴールを決め、チームの決勝T進出に貢献した。
2020年2月20日、決勝T1回戦ザルツブルク戦では、プロキャリア初のハットトリックを達成し、MOMに選出される。ELでの日本人の1試合3得点は南野拓実以来2人目であり、ELでハットトリックを達成するのはクラブ史上初の事である。この試合ゴール以外でも相手二人から囲まれながら股抜きで躱し、ヨーロッパリーグ公式からスキルオブザデイと評される。
2020年5月26日、ブンデスリーガ第28節のフライブルク戦でブンデスリーガ初得点を記録した。
2020年5月30日、ブンデスリーガ第29節のヴォルフスブルク戦で2試合連続ゴールを決め、勝利の立役者となり、ブンデス公式MOMに選出される、この鎌田のゴールは当季公式戦二桁ゴールとなると同時に、フランクフルトにとってブンデスリーガでのアウェイゴール1000点目となり、クラブの歴史に名を残す一発となった
。
2020年6月13日、ブンデスリーガ第31節ヘルタベルリン戦で3人抜きドリブルからアンドレ・シルヴァにアシストし、ブンデス公式より19/20シーズンベストアシストトップ3に選出される。ヒュッター監督から「圧巻ドリブルは、大きな称賛に値するプレー、まるでスラロームドライバーのようだ。間違いなく月間最優秀ゴールとなるだろう」評された。。
2020年6月17日、ブンデスリーガ第32節シャルケ戦でスルーパスで2試合連続となるアシストを記録、ブンデス公式ベストイレブンに選出された。
ヒュッター監督とボビッチSDが契約延長を熱望し、2020年9月16日にフランクフルトと2023年までの2年契約延長を発表した。
2020年９月25日、ブンデスリーガ第２節ヘルタ・ベルリン戦でFKからのクロスでドストにアシスト、さらにローデに正確に繋ぎアシストし、一試合2アシストを記録。
2020年10月3日、ブンデスリーガ3節ホッフェンハイム戦でクロスを押し込み同点ゴールを挙げる、ドリブルで守備陣を切り裂いてのシュートはブロックされた溢れ球をドストが押し込みこれが決勝ゴールとなる。
2020年10月31日、ブンデスリーガ第6節ブレーメン戦で、アンドレ・シルヴァの得点をアシストする。
2020年11月28日、ブンデスリーガ第9節ウニオンベルリン戦でピッチを横断するグランダーのクロスでアンドレ・シルヴァの得点をアシストすると、マークに遭いながらも一瞬の隙をつくクロスでドストの得点をアシストし、一試合2アシストを記録。
2020年12月5日、ブンデスリーガ第10節のドルトムント戦で相手DFとの駆け引きでロングボールに抜け出し、絶妙トラップから早いタイミングでのシュートでGKの虚を衝くゴールを挙げる。
2021年1月23日、ブンデスリーガ第18節ビーレフェルト戦でCKからコスティッチのゴールの起点になり、ドリブルで深く運びコスティッチにパスを送るとオウンゴールを誘発、タイミング良く裏に抜け出しボールを呼び込みクロスを送りヨビッチにアシストし3得点に絡む
。
2021年2月14日、ブンデスリーガ第21節ケルン戦でアンドレ・シルヴァの得点をアシストし、ブンデスリーガ公式サイトが発表した今節ベストイレブンに選出された。
2021年2月20日、ブンデスリーガ第22節バイエルン・ミュンヘン戦でコスティッチのクロスを冷静にゴール隅に流し込み名手ノイアーから得点し、ユネスへのパスで決勝ゴールをアシストし、1ゴール1アシストを記録
、ドイツ誌キッカーから当節のブンデスベストイレブンに選出される。
2021年3月14日、ブンデスリーガ第25節ライプツィヒ戦でダイレクトシュートで得点を挙げる。
2021年3月20日、ブンデスリーガ第26節ウニオンベルリン戦でターンからのスルーパスでアンドレ・シルヴァの得点をアシスト。
2021年4月10日、ブンデスリーガ第28節ヴォルフスブルク戦で1得点1アシストで
勝利の立役者となり、ブンデス公式よりMOMに選出される。
2021年4月20日、ブンデスリーガ第30節アウグスブルク戦でヒンターエッガーの得点をアシストする。
2021年5月15日、ブンデスリーガ第33節シャルケ戦でアシストを記録。
同シーズンはリーグ第3位となる12アシストを記録した。
2021年11月7日、ブンデスリーガ第11節グロイター・フュルト戦で相手DFの股抜きスルーパスでローデにアシストを記録。
2021年12月15日、ブンデスリーガ第16節ボルシアＭＧ戦でスルーパスで逆転弾の起点を作り、その後追い付かれたがペナルティエリア付近からワンツーで抜け出しドリブルで長距離を運び左足でゴール隅に流し込むシュートで名手ゾマーから決勝ゴールを挙げる。
2022年1月16日、ブンデスリーガ第19節アウグスブルク戦でGKを右足のタッチで躱し次のタッチでシュートしたダブルタッチシュートでテクニカルな得点を挙げる。
2022年3月5日、ブンデスリーガ第25節ヘルタ・ベルリン戦で長距離をドリブルし相手陣を崩しパスをするとボレが決めてアシストを記録。
2022年3月13日、ブンデスリーガ第26節ボーフム戦で得点を挙げる。
2022年4月23日、ブンデスリーガ第31節ホッフェンハイム戦でペナルティエリア内でボールを呼び込むと、右足の冷静なコントロールショットでサイドネットに突き刺し逆転ゴールを挙げる。
2022年5月8日、ブンデスリーガ第33節ボルシアMG戦でワンタッチパスでアシストを記録。
2021-22シーズンヨーロッパリーグ、グループリーグ第3節・第4節のオリンピアコス戦、第5節のアントワープ戦でEL3戦連続ゴールを挙げ、グループリーグ首位で決勝トーナメントに導く。決勝トーナメントベスト16・1stレグのベティス戦では決勝ゴールを挙げ、カンプ・ノウでの準々決勝バルセロナ戦2ndレグでコスティッチの決勝ゴールをアシストしチームを準決勝に導くと、準決勝ウエストハム戦の1stレグでは、大会5点目となる決勝ゴールを決めて勝利に貢献した。2022年5月18日、セビリアで開催された決勝のレンジャーズ戦でも先発フル出場し、PK戦では3人目のキッカーとして成功、クラブの42年ぶりヨーロッパリーグ優勝に貢献し、優勝カップを掲げた。UEFAカップを制覇した小野伸二以来、長谷部誠と共に二十年振りの日本人2人目となるヨーロッパリーグ優勝の快挙となった
。ドイツ勢でのヨーロッパリーグ制覇は97年のシャルケ以来25年振りで、フランクフルトのみならずドイツ中が歓喜した。翌日の市中心部で開催されたパレードは優に10万人以上の人で溢れ返り、フランクフルトの街は歓喜に包まれた。
鎌田はこの21-22ヨーロッパリーグでチームトップ、大会4位タイとなる5得点を記録した。
2022年5月22日、ブンデスリーガ公式よりブンデス通算520試合出場を誇るノイベルガー、クラブ最多得点者のヘルツェンバインといったレジェンドと共に歴代フランクフルトベストイレブンに選出される。
残りの契約期間が一年となった2022年夏のオフシーズン、ポルトガルの名門ベンフィカからこれまでに幾度も誘いがあり、双方合意の下リスボン行きの航空チケットまで用意していたがグラスナー監督から「私にとっては契約の残り期間は関係ない。私の基準はシンプルで、パフォーマンスの良い選手を起用する。忘れないでほしい。ダイチは私にとって特別な選手だ。だから契約のことは関係なく、今シーズンも残って一緒に戦ってくれ」と熱心な慰留を受けフランクフルト残留となった。
2022年8月1日、DFBポカール1回戦のマクデブルク戦では2得点を決めて勝利に貢献した。
2022年8月10日、UEFAスーパーカップでチャンピオンズリーグを制したレアル・マドリードとヘルシンキで対戦し、フル出場した。
2022年8月13日、ブンデスリーガ第2節が13日のヘルタ・ベルリン戦でボランチながら絶妙なタイミングで攻撃参加し今季リーグ戦初得点を記録
。
2022年8月21日、ブンデスリーガ第3節ケルン戦で角度のない位置からサイドネットに強烈な直接FKで得点を挙げる。
2022年8月28日、ブンデスリーガ第4節ブレーメンでショートカウンターのパスでコロムアニにアシスト、ペナルティエリア内の密集地帯でキープで時間を作り一瞬空いたスペースへの絶妙なスローパスでソウへ決勝ゴールをアシストし、一試合2アシストを記録。
2022年9月4日、ブンデスリーガ第5節ライプツィヒ戦でヘディングで得点を記録、更にスルーパスでPKを誘発し、勝利に導く。
2022年9月13日、チャンピオンズリーグ22-23グループステージ第2節マルセイユでハーフウェーライン付近から独走してゴールネットを揺らしたが僅かにオフサイドで取り消しになるも、パス成功率、デュエル回数、タックル数の3部門で最高スタッツを記録し、攻守に躍動しフランクフルトのCL初勝利に貢献、「エネルギーに満ちあふれていた。ポゼッションと前線での走り出しがすばらしく、２つのゴールを決められなかったのは不運だった」と評されUEFA公式MOMに選出されトロフィーを授与される。
2022年9月17日、ブンデスリーガ第7節シュトットガルト戦で鎌田のFKをGKが弾いた溢れ球をローデが押し込み、その後さらに直接FKで得点を挙げ、更にアシストを記録、1ゴール1アシスト1起点で3得点を生み出し、ドイツ紙キッカーでその試合のMOMと第7節ブンデスベストイレブンに選出された。
2022年10月13日、チャンピオンズリーグ22-23グループステージ第4節トッテナム戦でCL初ゴールを決めた。その欧州CL次戦となる第5節マルセイユ戦でボランチの位置からタイミング良く抜け出しミドルシュートで先制点を決め、チームの勝利に貢献、ドイツ誌『キッカー』から「彼は洗練されたテクニシャンと同時に逞しいワーカーだ。ダイチ・カマダはビルドアップを担当しながらアイントラハトの先制点を決め、マルセイユの攻撃を絶妙なタイミングのタックルで幾度も阻止した」と評されMOMに選出される。グループステージ最終節のスポルティング戦で欧州CL3試合連続ゴールとなるPKによるゴールを決め、クラブ史上初のチャンピオンズリーグ決勝トーナメント進出に貢献した。
11月5日時点で、鎌田はシュート31本で12ゴールを挙げゴール決定率38.7%を記録し、欧州5大リーグでゴール決定率1位を記録した。
2022年10月15日、第10節レバークーゼン戦で2得点挙げ、最多ボールタッチ、最多のデュエル、最長走行距離を記録し、勝利に貢献し、ブンデス公式MOMに選出される。
2022年10月29日、ドルトムント戦で強烈なミドルシュートで得点し、ドイツ誌キッカーで12節のブンデスベストイレブンに選出される。
2022年11月９日、ブンデスリーガ第14節ホッフェンハイム戦でアシストを記録、更に2得点の起点を創る。
2023年1月28日、第18節バイエルン・ミュンヘン戦でゴール前中央で相手選手を引き付けてフリーのコロムアニにアシストをし引き分けに持ち込む。
2023年4月12日、2022-23シーズンでのフランクフルトの退団が発表され、自身のSNSからもクラブへの感謝が投稿された。
2023年5月3日、DFBポカール準決勝シュトゥットガルト戦でペナルティエリア外からゴール隅を突いたミドルシュートで逆転ゴール挙げ、決勝進出に導く。
2023年5月13日、ブンデスリーガ第32節マインツ戦で得点を挙げ、コロムアニの得点をアシストし、1ゴール1アシストを記録。
2023年5月20日、ブンデスリーガ第33節シャルケ戦で強烈なミドルシュートで得点を挙げる。
2023年5月27日、ブンデスリーガ最終第34節フライブルク戦で鎌田のクロスでコロムアニの得点をアシストし、勝利に導く
。
フランクフルト最終年の22-23シーズンはボランチ出場が主だったがブンデスリーガ32試合に出場して9ゴール7アシストを記録。
19/20シーズンのヨーロッパリーグ（EL）で鎌田は10試合に出場し6得点2アシスト、ブンデス、ポカールと併せて19/20シーズン公式戦通算10得点9アシスト。
20/21シーズンはブンデスリーガで32試合に出場して5得点14アシスト（媒体によってアシストの判定基準が異なる為、若干の差がある）。
21/22シーズンはヨーロッパリーグ（EL）で13試合に出場し5得点。
22/23シーズンはボランチでの出場が多かった中、ブンデス32試合9ゴール7アシスト、チャンピオンズリーグ（CL）で3得点、ポカールで4得点、と併せて公式戦シーズン通算16ゴール7アシスト。
ヨーロッパの大会に滅法強く、ヨーロッパリーグ通算では11得点を記録し、アジア人最多得点者となる。
チャンピオンズリーグでも8試合で3得点を記録。
フランクフルトでは公式戦通算179試合40得点33アシストを記録した(得点内訳ブンデス20得点、ポカール6得点、EL11得点、CL3得点)。

### SSラツィオ時代
2023年8月5日、セリエA・SSラツィオへの完全移籍加入が発表された。契約期間は2024年までの1年契約。背番号は「6」。第3節のナポリ戦でタイミング良くドリブルでペナルティエリアに侵入すると左足を一閃しDFの股を抜き対角の狭いコースを突いた鮮やかな決勝ゴールを決めてシーズン初白星を付けると共に、ラツィオとセリエAでの初ゴールにもなった。また、第4節のユヴェントス戦では初アシストを記録。しかしその後、マウリツィオ・サッリがラツィオの古参選手とフィジカルに優れた選手を偏重し、新加入で技巧派の鎌田はポジション争いに苦戦し出場機会を減らしていった。
冬の移籍市場でクリスタルパレスとは別のプレミアリーグクラブの監督と強化部長と鎌田とが話をして個人間合意し移籍を希望するも、ロティート会長が猛反対し移籍は実現しなかった。
2024年3月14日、監督であるサッリが辞任し、新監督としてイゴール・トゥドールが監督に就任すると、トゥドールの理想とするサッカーの適任者が正に鎌田で、チームの中心となり、以後は起用され続けた。3月30日の第30節ユヴェントス戦で先発出場し勝利に導くと、4月19日の第33節ジェノア戦ではルイスアルベルトの決勝ゴールを御膳立てしアシストを記録した。5月19日第37節、敵地サン・シーロのインテル戦で連続無失点記録を継続中だったゾマーを擁し最少失点の当期王者相手に左足の鮮烈なミドルシュートで得点を挙げ、この得点が同一シーズンに新旧王者の双方から得点を挙げた1996-97シーズンのピエルルイジ・カジラギ以来の快挙となった。リーグ戦で28試合2ゴール2アシストを記録。
トゥドール監督は鎌田の契約延長を熱望したが、新たなクラブへの移籍の為に単年延長を希望する鎌田と商業面から複数年契約を希望するラツィオのロティート会長との間の溝が埋まらず、2023-24シーズンをもって一年間の契約満了で退団が決定した。

### クリスタル・パレス
2024年7月1日、プレミアリーグ・クリスタル・パレスFCへの完全移籍加入が発表された、契約期間は2026年までの2年契約。クラブの監督であるフランクフルト時代の恩師・オリヴァー・グラスナーが鎌田の獲得を熱望した事が切っ掛けになり、入団を決めた。背番号は「18」と発表された。
2024年8月18日、ブレントフォードとの開幕戦でスタメン出場しプレミアリーグデビューを飾る。クリスタル・パレスが1920年にEFL加盟以来、このデビュー戦で鎌田はクラブ1000人目の出場選手となった。
2024年8月27日、カラバオカップ2回戦ノリッジ戦の試合開始早々、ゴール前に走り込んでスルーパスを巧みなファーストタッチでGKを躱し受けると、セカンドタッチでゴールに流し込み公式戦初得点を挙げる。後半にはクロスでマテタのボレーゴールをアシストし、1ゴール1アシストを記録。
2024年9月17日、カラバオカップ3回戦QPR戦で決勝点となるアシストを記録。
2024年10月30日、カラバオカップ4回戦ラウンド16ヴィラパークで行われたアストンヴィラ戦で、中盤でパスカットするとドリブルでカットインし相手DFの股を抜くミドルシュートをゴール端に放ち決勝点となるゴールを挙げ、複数メディアからPOMに選出される。
2025年2月10日、FAカップ四回戦ドンカスター戦で先発出場し、鎌田のスルーパスの様なFKでゴール前のマテタに通し、先制点の起点となる。
2025年3月29日、FAカップ準々決勝フラム戦で後半途中出場すると、すぐさまエンケティアにスルーパスを送りアシストを記録。
2025年4月5日、プレミアリーグ第31節ブライトン戦、ボランチでフル出場し、決勝点の起点になり、二人退場し窮地に陥った中で退場を誘発する。
2025年4月23日、エミレーツ・スタジアムで行われたプレミアリーグ第34節アーセナル戦、ボランチで先発フル出場し、2得点に関与し、正確にボールを配球し続けチームを引き分けに持ち込み、クラブ公式サイトのサポーター投票でPOMに選出される。
2025年4月26日、ウェンブリー・スタジアムで行われたFAカップ準決勝アストン・ヴィラ戦、ボランチで先発フル出場し、正確なクロス供給やボール奪取からのダブルタッチで二人を抜き去りスルーパスを通すなどでイギリス紙「イブニング・スタンダード」からチーム2位タイの採点を与えられ、クラブを決勝進出に貢献した。
2025年5月17日、ウェンブリー・スタジアムで行われたFAカップ決勝マンチェスター・シティ戦、ボランチで先発フル出場し、FWマテタがロングボールに競り勝ち落としのボールを体勢を崩しながらもダイレクトで正確に折り返すと、これが決勝ゴールの起点になり、1861年創設のクリスタル・パレスにとって初めてのメジャータイトル獲得に貢献。世界最古かつ国内カップ戦世界最高峰の優勝カップを掲げた。得点の起点や、大ピンチのスライディングシュートブロックなどで「フットボール・ロンドン」、「ガーディアン」など複数現地メディアから高採点を与えられる。
2025年5月25日、アンフィールドで行われたプレミアリーグ最終第38節リヴァプール戦で、ボランチで先発フル出場し最前線のプレスからボールをカットすると相手DFに足を掛けられ一発退場を誘発し、中盤から正確なパスで攻撃を組み立て幾度となくチャンスを生み出し複数現地メディアから高採点を与えられる。
2025年8月10日、昨季FAカップ王者として臨みウェンブリースタジアムで行われたコミュニティシールド・リヴァプール戦で先発出場し、相手カウンター攻撃で大ピンチでのパスカットや同点弾に繋がる決定機を創出した絶妙なスルーパスなどを見せるも、右膝を痛め前半29分に退いた。チームはその後PK戦を制し、エゼと供に優勝盾を掲げた。

## 代表経歴
2016年5月に行われるトゥーロン国際大会に挑むU-23日本代表に招集された。同大会ではトップ下に配されたが、同年開催のリオデジャネイロオリンピックを19歳で五輪を迎える最終年生まれという事や監督が古参選手を偏重した事が響き、メンバー入りを逃した。
2019年3月、キリンチャレンジカップに挑むサッカー日本代表に初招集され、3月22日のコロンビア戦で代表初出場。
2019年10月10日、カタールW杯アジア2次予選第2節モンゴル戦で代表初得点。
2021年3月25日、国際親善試合の韓国戦でゴール隅に追加点となる得点を挙げ、前半のみで退いたものの勝利に貢献し、最高評価とされた。
2021年3月30日、カタールW杯アジア2次予選第5節モンゴル戦で1ゴール1アシストを記録する。
2021年5月28日、カタールW杯アジア2次予選第6節ミャンマー戦で得点を挙げる。
2021年6月3日、ジャマイカ戦の中止に伴い実現した日本代表対U24日本代表戦で巧みなトラップから左足でゴール隅に鮮やかな得点を挙げる。
2022年6月2日、キリンチャレンジカップパラグアイ戦では1ゴール1アシストの活躍を見せ、複数メディアでMOMに選出される。
2022年9月23日、デュッセルドルフで行われたアメリカ戦でトップ下として出場してゲームメイクをし、得点を挙げ海外複数メディアからMOMに選出される。
2022年11月1日、2022カタールW杯に臨む日本代表に選出された。この大会全試合に出場し、初戦のドイツ戦ではトップの走行距離を記録し 、カタールW杯GSの3戦でも日本代表の最長走行距離、最多スプリント数、最多プレス回数を記録する などチームのベスト16進出に貢献した。
2023年6月20日のペルー戦では前半37分に絶妙のトラップから三笘薫の先制点をアシスト、後半18分には3点目の起点を作り、後半26分に途中交代しながらも複数メディアでMOMに評された。
2023年11月16日、2026 FIFAワールドカップ・アジア2次予選第1節ミャンマー戦で強烈な左足ミドルシュートで得点を挙げる。
2024年6月6日、2026 FIFAワールドカップ・アジア2次予選第5節ミャンマー戦ではロングスルーパスで中村敬斗の先制点をアシスト、さらに反転からのシュートがゴールポスト当たり溢れ球を堂安が押し込み得点、複数メディアからMOMに評される。
2024年6月11日、2026 FIFAワールドカップ・アジア2次予選第6節シリア戦では、後半途中からの短い出場時間ながら相馬へのノールックスルーパスでPKを誘発し、追加点の起点となる。
2024年9月10日、2026 FIFAワールドカップ・アジア3次予選第2節バーレーン戦でフル出場し、ハンドを誘い先制点となるPKを奪取し、三笘へのスルーパスで追加点の起点となるなど更に2起点となり4得点に絡む。
2024年10月10日、2026 FIFAワールドカップ・アジア3次予選第3節アウェーのジッダで行われたサウジアラビア戦で先発出場し、クロスの折り返しの折り返しを左足で詰め決勝点となる先制ゴールを挙げ複数メディアからPOMに選出される、これはアウェーサウジアラビアの地で日本代表が挙げた初めての得点となった。
2024年11月15日、2026 FIFAワールドカップ・アジア3次予選第5節インドネシア戦で先発出場し、ゴール前の狭い位置でボールを受けGKと一対一になると冷静にクロスを選択し先制点となるオウンゴールを誘発し、ロングスルーパスで追加点の起点となる。
2025年3月20日、2026北米ワールドカップ・アジア最終予選第7節バーレーン戦で63分に途中出場し、3分後にタイミング良くゴール前に進出しGKとの一対一を地面に一度叩き付ける技有りシュートで決勝点を挙げる。日本代表8大会連続W杯出場に貢献。
2025年6月5日、2026北米ワールドカップ・アジア最終予選第9節オーストラリア戦にゲームキャプテンとしてフル出場した。
2025年6月10日、2026北米ワールドカップ・アジア最終予選最終第10節インドネシア戦に先発出場し、サイドへボールを展開しクロスの折り返しでヘディングで先制ゴールを挙げると、ヒールパスで追加点の起点になり、この試合は前半のみの出場となったが、前半終了間際に相手DF二人とGKを引き付けてもなお余裕のあるドリブルからのチップシュートで2得点目を挙げる。

## エピソード
小学校に入学する頃にはリフティング1000回以上に達し、ヘディングだけでも100回を超えていた。「テレビを見るぐらいならリフティングしなさい」と言われるなど、家庭でも両親から厳しく育てられた。キッズFCの松山市内二拠点に通い、週7日休み無しで練習していた。愛媛県の強豪キッズFCで小学二年生から六年生主体の全カテゴリーの試合に出場していた。小学生の時は体が小さかったが、2学年上までならドリブルで5、6人躱してシュートまで持ち込んでいた。キッズFCは当時から、ボールを大事にしてGKから繋ぐパスサッカーを標榜しており、ボールを触る回数を大事にし、ボールになるべく多く触る練習メニューで技術と判断に徹底して拘るスタイルだった、そのトレーニングで技術やサッカー観の礎が培われた。キッズFCの飯尾監督は「試合で負けて泣く選手をたくさん見てきたが、涙に見合う努力を積んだと思える数少ない選手」と全日本少年サッカー県大会で敗退した時の鎌田を振り返った。
小学六年時に夏休みを利用してガンバ大阪ジュニアユースの練習参加した際、二宮スカウトは「良い選手である事は直ぐ分かった。まだ12歳なのでどこまでの選手に成るかは分からないが、少なくともプロに成れる可能性を感じた。大地のプレーに対してワクワクする様な感覚があった事を覚えている。四国にこんな選手がいたのかと驚いた。」、梅津コーチは「見て直ぐに合格という感じだった。姿勢が重要で、姿勢や見るところが他の選手とは違う。」と複数スタッフから認められ入団テストを即突破した。
ガンバ大阪のジュニアユースでプレーしていた中学生時代からつける機会が多かった「14番」がいつしかお気に入りの番号になり、東山高校でも三年間14番を背負う が、鳥栖やシントトロイデンには既に14番の選手がいた為、フランクフルトでは永久欠番だった為、別の番号に。
中学三年時、父幹雄が鎌田の進路について大阪体育大学で一学年後輩の三笘康之（奈良学園登美ヶ丘高校サッカー部監督、三笘薫の叔父）に相談したところ、「福ちゃんのところに預けるのが絶対に良い」と同級生の東山福重監督を推薦する助言が大きなきっかけとなり、東山高校に進学を決めた。
東山高校の福重良一監督は「ボクは日の丸をつけるところでやらないかん選手と思っている」と当時高校二年生だった鎌田の代表入りを確信していた発言を残しており、「大地の技術や努力をみんながリスペクトしていた。大地以上に努力している子を見たら、大地はそれを見習ってそれよりも更に努力していた。」と振り返った。父親の赴任先の兵庫県尼崎市の自宅から京都市の東山高校まで、朝5時に起きて始発に乗り登校、一時間半の朝練をし、放課後部の練習後に自主練習して夜の23時に帰宅。両手両足に重りをつけて坂を走り、学校の廊下にイスを10個置いてドリブル繰り返す、後輩を10メートル間隔に1人ずつ置いて全員を躱したり、「漫画みたいな生活」と自身で振り返った高校時代だった。
鳥栖の牛島スカウトは「大地は見た瞬間にワクワクしてしまった、彼は先がすごく見えていたし、こちらの想像のさらに上をいく、すべてのプレーが予想を覆す」と印象を語り、「自信と確信があって、どうしても僕は彼がほしかった」との考えで、プレミアリーグ東福岡高校戦を永井強化部長と共に鎌田の視察した際に、複数人で対応されながらもパスを通し続けゴールを挙げる活躍を目の当たりにし「この選手を取らないと勿体無いですよ」と進言し獲得のゴーサインが出た。
鳥栖の森下仁志監督は「サッカーに取り組む姿勢が他の選手と全く違った、僕は練習をハードにやるタイプだが、シーズン中であっても積極的に一人で黙々とドリブルやシュートの自主練習をしていた。目の前の試合より目線が先に向いていた、そんな選手はごく一部、世界に行ける選手と確信した。」と当時の鎌田を振り返った。
ヨーロッパリーグ19-20アーセナル戦で二得点した後にドイツ紙『Bild』から「キング・カマダ」と銘打って一面で報道される、その後は独メディアやフランクフルトサポーターからも鎌田の愛称はキングカマダになり呼ばれ続けた。
『自分がサッカーを続けるために､お父さんやお母さんにすごく迷惑をかけているから､親孝行したい｡普通の親孝行でない親孝行がしたい｡そのためにはサッカーなんだ』との想いで、鳥栖とのプロ契約金の全てを両親は受け取らなかったが渡そうとしたり、プロ一年目の終わりに契約更改した際には両親に感謝の手紙と伴にペアの高級腕時計を、プロ入りした弟大夢へは乗用車をプレゼントしたり、フランクフルト4年目には両親に7LDKの新築の家を贈るなどとても家族想いである。
チャンピオンズリーグ22-23スポルティング戦でPKキッカーを務め得点した際に、レーザーポインターを顔に当てられ笑みを浮かべた事について「レーザービームは見えないとことか普通遠い所からやる。やってる奴がゴール裏の顔が分かる所にいて、そいつに対して何やってんだお前と」、「そいつの方を見て笑っただけ」と語った。
フランクフルトで5シーズンを共にした長谷部誠は「結局は自分が切り拓くしかない道だと思う。アドバイスを求められても、基本的には余り言わない。大地もそうです。彼に対してアドバイスをしたことなんて殆どない。彼は難しい時期もあったけど、自分の力で切り拓いていったと思う。誰かに言われるというよりは、自分で這い上がっていく位じゃないと、この世界では通用しない。とにかく藻掻いて、苦しんで、そういうものを積み重ねた先に、大きなものが見えてくる。」と鎌田に助言した事は殆どないと語った。
フランクフルトとの契約が切れてフリーとなる最終年の2023年にはドルトムント、アトレティコマドリー、ベンフィカ など様々な名門クラブへの移籍報道が出たが、本命とされ契約目前だったACミラン のマルディーニSDが解任された事で、EU圏外枠選手の獲得方針が変わり土壇場になって一転破談となり、急遽のラツィオ加入となった。
2024年7月14日、YouTubeで自身のチャンネル、鎌田大地chを開設した。
2025年3月に行われたバーレーン戦の地面に叩き付けるエジルシュートで得点し話題になったが、鳥栖時代の2016年6月ガンバ大阪戦でも同様のエジルシュートで得点しており、以前から得意としてたシュートだった。

## プレースタイル
ジダンやカカといったゲームメイクの才能ある限られた特別な選手にしか務まらない王道司令塔タイプのトップ下。長い四肢を活かしつつ繊細なボールタッチで落ち着き払い、靭やかかつエレガントにプレーする。空間認識力が高く俯瞰でも発見しにくいパスコースを瞬時に見つけ出し、スルーパスを得意としている。逆足の左足も苦にせず、両足を使い熟した。鳥栖在籍時から技巧派として広く知られトラップ、ボールキープ力、ドリブル、パス、シュートなどほぼ全てのボールコントロールにおいて技術は卓越していた。Jリーグトップの走行距離からも分かるように運動量が多いのも特徴で、ポジションに囚われずピッチを縦横無尽に駆け回るオールラウンダー。
東山高校の福重監督は「パスの出しどころと視野の広さに心底驚いた、見たことがなかった、教えられないものを持っていた。」、「プレーが周りとは全く違った。見ている場所が他の選手と違う、スペースを見つけてそこに入るのがうまかった。パスの出しどころや自分が活きるポジショニングのスペースが面白い。凄いなこいつと思った。」と鎌田を初めて見た印象を語った。鳥栖の森下監督は「本当にうまくて、良い選手だなと思った。プレーの間合いが良い、そこは指導者が教えられない要素でなかなか居ない。操るというか特有の空間を持っていてその間が良い、間を見た瞬間惚れ込んだ。」と初めて見た印象を語り、「ダイレクトボレーのゴールも凄かったが、30メートル近いスルーパスを通したのを見て、これはモノが全く違うと思った。良い選手を沢山見てきた中であのスルーパスは一番の衝撃。試合で使うのが遅かったと後悔した。」と鎌田のリーグデビュー戦を振り返った。鳥栖のフィッカデンティ監督は「テクニックに優れた選手なのに、運動量が豊富で、戦術理解度も高く、チームのために犠牲を払うこともできる」、「完成された攻撃的MF。世界トップ3のリーグでも十分にプレーできる」と言い表した。。
シントトロイデンのマルクブライス監督から「ポジショニング良くプレーでき、テクニックの質は高く、両足でドリブルもできる。それは彼を予測不可能な存在にする。彼のテクニックはリーグのレベルを超越している」、シーフォ以上に試合を支配するプレイメーカーと評された。フランクフルトのヒュッター監督からは「クリエイティブな選手であり、その天賦の才から時折、試合に違いをもたらしてくれる」、「ダイチは天才的なプレーヤー。我々のアナリストたちは彼のことを優れた“ラウムドイター”（スペースを見つけ出す者）という専門用語を使って称している。ライン間の動きがもの凄く上手い。」 と評価した。フランクフルトのグラスナー監督は「ピッチ上でここまで賢い選手に出会ったことは滅多にない。ダイチは危険なスペースがどこに出来るかを予測する能力が極めて優れている。相手チームにとって弱点のそのスペースを彼が見付け出してくれると信じている」と言及した。ラツィオのトゥドール監督は「鎌田は走力もプレーの質もある完璧な選手。私のサッカーに合う。彼には私の好みにある重要な資質が幾つもある。」、「私は鎌田が好きだ。彼には10のメンタリティがある。彼は頭の中にコンピューターがあり、全ての選手がそうなって欲しい。チームに彼が10人居ればと思う、どんな監督も彼を気に入るだろう。」、「鎌田は良い意味でマシーンのような選手。ミスをしないし、サッカーの才能と結びついたクレイジーな頭脳を持っている。後ろでも前でもプレーできるし、ボールも奪える。彼をリスペクトしているし、私にとってはすごく大きな発見。」、「鎌田は並外れた選手であり、何も間違う事はない。正しいメンタリティを持つ大いな努力家だ」と絶大な信頼を語った。
ドイツを経てベルギーに移籍してプレーする中でFW（セカンドトップ）としての得点力が開花する。海外挑戦後は判断力が更に向上し、プレースピードがより早くなった。ドイツ復帰後はオフザボールのセンスに磨きがかかり、元来得意なトップ下をはじめ、左右のウイングやインサイドハーフ、ベルギー時代に開拓したセカンドトップ、そして守備力を身に付けドイツ最終年に新たに開拓したボランチなど、中盤ならどこでもこなし、様々なポジションで起用される。
フランクフルト復帰後はボランチとセカンドトップが融合したような独特なプレーを見せるようになった。ピッチを幅広く動き、囮としてパスを引き出し相手選手をおびき寄せる。そして少ないタッチで再度味方にボールを預ける事で味方がフリーになる状況を作り出す。それを繰り返す事で相手のプレスを空回りさせて陣形を崩し、スペースを生み出す。味方がチャンスメイクをしている間に自身は相手ゴール前に入り込み、シュートを狙う。球離れが早く、ボールキープにも長けている為、相手にとっては中々捉えづらい選手である。自らボールを持って積極的に仕掛けて行くプレーも得意とし、プレスをかけずに引いて構える事が多い格下の相手と対戦する時はドリブルやスルーパスで打開可能な一方、積極的にプレスをかけてくる格上の相手に対してはその独特なスタイルの本領を発揮して活躍する。

## 所属クラブ
ユース経歴
- キッズFC（伊予市立伊予小学校）
- ガンバ大阪ジュニアユース（岸和田市立北中学校）
- 東山高校

プロ経歴
- 2015年 - 2017年6月  サガン鳥栖
  - 2015年  Jリーグ・アンダー22選抜
- 2017年7月 -2023年6月  アイントラハト・フランクフルト
  - 2018年9月 - 2019年5月  シント＝トロイデンVV（期限付き移籍）
- 2023年8月 - 2024年5月  SSラツィオ
- 2024年7月 -  クリスタル・パレスFC

## 個人成績
| 国内大会個人成績 | 国内大会個人成績   | 国内大会個人成績 | 国内大会個人成績 | 国内大会個人成績 | 国内大会個人成績 | 国内大会個人成績 | 国内大会個人成績 | 国内大会個人成績 | 国内大会個人成績 | 国内大会個人成績 | 国内大会個人成績 |
| 年度             | クラブ             | 背番号           | リーグ           | リーグ戦         | リーグ戦         | リーグ杯         | リーグ杯         | オープン杯       | オープン杯       | 期間通算         | 期間通算         |
| 年度             | クラブ             | 背番号           | リーグ           | 出場             | 得点             | 出場             | 得点             | 出場             | 得点             | 出場             | 得点             |
| 日本             | 日本               | 日本             | 日本             | リーグ戦         | リーグ戦         | リーグ杯         | リーグ杯         | 天皇杯           | 天皇杯           | 期間通算         | 期間通算         |
| ---------------- | ------------------ | ---------------- | ---------------- | ---------------- | ---------------- | ---------------- | ---------------- | ---------------- | ---------------- | ---------------- | ---------------- |
| 2015             | 鳥栖               | 24               | J1               | 21               | 3                | 4                | 0                | 3                | 0                | 28               | 3                |
| 2016             | 鳥栖               | 24               | J1               | 28               | 7                | 3                | 0                | 3                | 1                | 34               | 8                |
| 2017             | 鳥栖               | 7                | J1               | 16               | 3                | 1                | 2                | 1                | 0                | 18               | 5                |
| ドイツ           | ドイツ             | ドイツ           | ドイツ           | リーグ戦         | リーグ戦         | リーグ杯         | リーグ杯         | DFBポカール      | DFBポカール      | 期間通算         | 期間通算         |
| 2017-18          | フランクフルト     | 40               | ブンデス1部      | 3                | 0                | -                | -                | 1                | 0                | 4                | 0                |
| ベルギー         | ベルギー           | ベルギー         | ベルギー         | リーグ戦         | リーグ戦         | リーグ杯         | リーグ杯         | ベルギー杯       | ベルギー杯       | 期間通算         | 期間通算         |
| 2018-19          | シント・トロイデン | 15               | ジュピラー       | 34               | 15               | -                | -                | 2                | 1                | 36               | 16               |
| ドイツ           | ドイツ             | ドイツ           | ドイツ           | リーグ戦         | リーグ戦         | リーグ杯         | リーグ杯         | DFBポカール      | DFBポカール      | 期間通算         | 期間通算         |
| 2019-20          | フランクフルト     | 15               | ブンデス1部      | 28               | 2                | -                | -                | 4                | 2                | 32               | 4                |
| 2020-21          | フランクフルト     | 15               | ブンデス1部      | 32               | 5                | -                | -                | 2                | 0                | 34               | 5                |
| 2021-22          | フランクフルト     | 15               | ブンデス1部      | 32               | 4                | -                | -                | 1                | 0                | 33               | 4                |
| 2022-23          | フランクフルト     | 15               | ブンデス1部      | 32               | 9                | -                | -                | 6                | 4                | 38               | 13               |
| イタリア         | イタリア           | イタリア         | イタリア         | リーグ戦         | リーグ戦         | イタリア杯       | イタリア杯       | オープン杯       | オープン杯       | 期間通算         | 期間通算         |
| 2023-24          | ラツィオ           | 6                | セリエA          | 29               | 2                | 2                | 0                | -                | -                | 31               | 2                |
| イングランド     | イングランド       | イングランド     | イングランド     | リーグ戦         | リーグ戦         | FLカップ         | FLカップ         | FAカップ         | FAカップ         | 期間通算         | 期間通算         |
| 2024-25          | クリスタル・パレス | 18               | プレミアリーグ   | 34               | 0                | 4                | 2                | 5                | 0                | 43               | 2                |
| 通算             | 日本               | 日本             | J1               | 65               | 13               | 8                | 2                | 7                | 1                | 80               | 16               |
| 通算             | ドイツ             | ドイツ           | ブンデス1部      | 127              | 20               | -                | -                | 14               | 6                | 141              | 26               |
| 通算             | ベルギー           | ベルギー         | ジュピラー       | 34               | 15               | -                | -                | 2                | 1                | 36               | 16               |
| 通算             | イタリア           | イタリア         | セリエA          | 29               | 2                | 2                | 0                | -                | -                | 31               | 2                |
| 通算             | イングランド       | イングランド     | プレミアリーグ   | 34               | 0                | 4                | 2                | 5                | 0                | 43               | 2                |
| 総通算           | 総通算             | 総通算           | 総通算           | 289              | 50               | 14               | 4                | 28               | 8                | 331              | 62               |

| 2015   | J-22   | -      | J3     | 2 | 0 | 2 | 0 |
| 通算   | 日本   | 日本   | J3     | 2 | 0 | 2 | 0 |
| 総通算 | 総通算 | 総通算 | 総通算 | 2 | 0 | 2 | 0 |

- 2019年 
  - ベルギーリーグ・ヨーロッパリーグ プレーオフ 10試合3得点

| 国際大会個人成績 | 国際大会個人成績 | 国際大会個人成績 | 国際大会個人成績 | 国際大会個人成績 | 国際大会個人成績 | 国際大会個人成績 |
| 年度             | クラブ           | 背番号           | 出場             | 得点             | 出場             | 得点             |
| UEFA             | UEFA             | UEFA             | UEFA EL          | UEFA EL          | UEFA CL          | UEFA CL          |
| ---------------- | ---------------- | ---------------- | ---------------- | ---------------- | ---------------- | ---------------- |
| 2019-20          | フランクフルト   | 15               | 10               | 6                | -                | -                |
| 2021-22          | フランクフルト   | 15               | 13               | 5                | -                | -                |
| 2022-23          | フランクフルト   | 15               | -                | -                | 8                | 3                |
| 2023-24          | ラツィオ         | 6                | -                | -                | 7                | 0                |
| 通算             | UEFA             | UEFA             | 23               | 11               | 15               | 3                |

その他の国際公式戦
- 2019年
  - UEFAヨーロッパリーグ予選 6試合0得点

略歴
- Jリーグ初出場 - 2015年3月21日 J3第2節 vsレノファ山口FC（維新百年記念公園陸上競技場）
- Jリーグ初得点 - 2015年5月10日 J1.1st第11節 vs松本山雅FC（ベストアメニティスタジアム）
- ブンデスリーガ初出場 - 2017年8月20日 第1節 vsSCフライブルク（オイローパ＝パルク・シュタディオン）
- ジュピラー・プロ・リーグ初出場・初得点 - 2018年9月16日 第7節 vsKAAヘント（ゲラムコ・アレーナ）
- ブンデスリーガ初得点 - 2020年5月26日 第28節 vsSCフライブルク（ドイチェ・バンク・パルク）
- セリエA初出場 - 2023年8月20日 第1節 vsUSレッチェ（スタディオ・ヴィア・デル・マーレ）
- セリエA初得点 - 2023年9月2日 第3節 vsSSCナポリ（スタディオ・ディエゴ・アルマンド・マラドーナ）
- プレミアリーグ初出場 - 2024年8月18日 第1節 vsブレントフォードFC（Gtechコミュニティ・スタジアム）

## タイトル

### クラブ
アイントラハト・フランクフルト
- DFBポカール：1回（2017-18）
- UEFAヨーロッパリーグ：1回（2021-22）

#### クリスタル・パレスFC
- FAカップ：1回（2024-25）
- FAコミュニティ・シールド：1回（2025）

### 個人
- Jリーグ・月間ベストゴール賞：（2016年10月）
- JPFAアワード（JPFA）・ベストイレブン：1回（2022年）

## 代表歴
- 国際Aマッチ初出場 - 2019年3月22日 キリンチャレンジカップ2019 vsコロンビア代表（横浜国際総合競技場）
- 国際Aマッチ初得点 - 2019年10月10日 2022 FIFAワールドカップ・アジア2次予選兼AFCアジアカップ 2023・予選 vsモンゴル代表（埼玉スタジアム2002）

### 出場大会
- U-22日本代表（2015年）
- U-23日本代表（2016年）
- 日本代表
  - 2019年 - キリンチャレンジカップ
  - 2019年 - 2022 FIFAワールドカップ・アジア2次予選兼AFCアジアカップ 2023・予選
  - 2022年 - キリンカップサッカー2022
  - 2022年 - 2022 FIFAワールドカップ
  - 2023年 - 2026 FIFAワールドカップ・アジア2次予選兼AFCアジアカップ 2027・予選
  - 2024年 - 2026 FIFAワールドカップ・アジア3次予選

### 試合数
- 国際Aマッチ 42試合 11得点（2019年 - ）

| 日本代表 | 国際Aマッチ | 国際Aマッチ |
| 年       | 出場        | 得点        |
| -------- | ----------- | ----------- |
| 2019     | 4           | 1           |
| 2020     | 4           | 0           |
| 2021     | 8           | 3           |
| 2022     | 10          | 2           |
| 2023     | 5           | 1           |
| 2024     | 7           | 1           |
| 2025     | 4           | 3           |
| 通算     | 42          | 11          |

### 出場
| No. | 開催日         | 開催都市         | スタジアム                                         | 対戦国           | 結果         | 監督   | 大会                                                               |
| --- | -------------- | ---------------- | -------------------------------------------------- | ---------------- | ------------ | ------ | ------------------------------------------------------------------ |
| 1.  | 2019年3月22日  | 横浜             | 日産スタジアム                                     | コロンビア       | ●0-1         | 森保一 | キリンチャレンジカップ2019                                         |
| 2.  | 2019年3月26日  | 神戸             | ノエビアスタジアム神戸                             | ボリビア         | ○1-0         | 森保一 | キリンチャレンジカップ2019                                         |
| 3.  | 2019年10月10日 | さいたま         | 埼玉スタジアム2002                                 | モンゴル         | ○6-0         | 森保一 | 2022 FIFAワールドカップ・アジア2次予選兼AFCアジアカップ 2023・予選 |
| 4.  | 2019年10月15日 | ドゥシャンベ     | ドゥシャンベ・セントラル・スタジアム               | タジキスタン     | ○3-0         | 森保一 | 2022 FIFAワールドカップ・アジア2次予選兼AFCアジアカップ 2023・予選 |
| 5.  | 2020年10月9日  | ユトレヒト       | スタディオン・ハルヘンワールト                     | カメルーン       | △0-0         | 森保一 | 国際親善試合                                                       |
| 6.  | 2020年10月13日 | ユトレヒト       | スタディオン・ハルヘンワールト                     | コートジボワール | ○1-0         | 森保一 | 国際親善試合                                                       |
| 7.  | 2020年11月13日 | グラーツ         | グラーツ・リーベナウ・シュターディオン             | パナマ           | ○1-0         | 森保一 | 国際親善試合                                                       |
| 8.  | 2020年11月17日 | グラーツ         | グラーツ・リーベナウ・シュターディオン             | メキシコ         | ●0-2         | 森保一 | 国際親善試合                                                       |
| 9.  | 2021年3月25日  | 横浜             | 日産スタジアム                                     | 韓国             | ○3-0         | 森保一 | 国際親善試合                                                       |
| 10. | 2021年3月30日  | 千葉             | フクダ電子アリーナ                                 | モンゴル         | ○14-0        | 森保一 | 2022 FIFAワールドカップ・アジア2次予選兼AFCアジアカップ 2023・予選 |
| 11. | 2021年5月28日  | 千葉             | フクダ電子アリーナ                                 | ミャンマー       | ○10-0        | 森保一 | 2022 FIFAワールドカップ・アジア2次予選兼AFCアジアカップ 2023・予選 |
| 12. | 2021年6月7日   | 吹田             | パナソニックスタジアム吹田                         | タジキスタン     | ○4-1         | 森保一 | 2022 FIFAワールドカップ・アジア2次予選兼AFCアジアカップ 2023・予選 |
| 13. | 2021年6月11日  | 神戸             | ノエビアスタジアム神戸                             | セルビア         | ○1-0         | 森保一 | キリンチャレンジカップ2021                                         |
| 14. | 2021年9月2日   | 吹田             | パナソニックスタジアム吹田                         | オマーン         | ●0-1         | 森保一 | 2022 FIFAワールドカップ・アジア3次予選                             |
| 15. | 2021年9月7日   | ライヤーン       | ハリーファ国際スタジアム                           | 中国             | ○1-0         | 森保一 | 2022 FIFAワールドカップ・アジア3次予選                             |
| 16. | 2021年10月7日  | ジッダ           | キング・アブドゥッラー・スポーツシティ             | サウジアラビア   | ●0-1         | 森保一 | 2022 FIFAワールドカップ・アジア3次予選                             |
| 17. | 2022年6月2日   | 札幌             | 札幌ドーム                                         | パラグアイ       | ○4-1         | 森保一 | キリンチャレンジカップ2022                                         |
| 18. | 2022年6月6日   | 東京             | 国立競技場                                         | ブラジル         | ●0-1         | 森保一 | キリンチャレンジカップ2022                                         |
| 19. | 2022年6月14日  | 吹田             | パナソニックスタジアム吹田                         | チュニジア       | ●0-3         | 森保一 | キリンカップサッカー2022                                           |
| 20. | 2022年9月23日  | デュッセルドルフ | デュッセルドルフ・アレーナ                         | アメリカ合衆国   | ○2-0         | 森保一 | キリンチャレンジカップ2022                                         |
| 21. | 2022年9月27日  | デュッセルドルフ | デュッセルドルフ・アレーナ                         | エクアドル       | △0-0         | 森保一 | キリンチャレンジカップ2022                                         |
| 22. | 2022年11月17日 | ドバイ           | アール・マクトゥーム・スタジアム                   | カナダ           | ●1-2         | 森保一 | 国際親善試合                                                       |
| 23. | 2022年11月23日 | ライヤーン       | ハリーファ国際スタジアム                           | ドイツ           | ○2-1         | 森保一 | 2022 FIFAワールドカップ                                            |
| 24. | 2022年11月27日 | ライヤーン       | アフメド・ビン＝アリー・スタジアム                 | コスタリカ       | ●0-1         | 森保一 | 2022 FIFAワールドカップ                                            |
| 25. | 2022年12月1日  | ライヤーン       | ハリーファ国際スタジアム                           | スペイン         | ○2-1         | 森保一 | 2022 FIFAワールドカップ                                            |
| 26. | 2022年12月5日  | アル＝ワクラ     | アル・ジャヌーブ・スタジアム                       | クロアチア       | △1-1 (PK1-3) | 森保一 | 2022 FIFAワールドカップ                                            |
| 27. | 2023年3月24日  | 東京             | 国立競技場                                         | ウルグアイ       | △1-1         | 森保一 | キリンチャレンジカップ2023                                         |
| 28. | 2023年3月28日  | 大阪             | ヨドコウ桜スタジアム                               | コロンビア       | ●1-2         | 森保一 | キリンチャレンジカップ2023                                         |
| 29. | 2023年6月20日  | 吹田             | パナソニックスタジアム吹田                         | ペルー           | ○4-1         | 森保一 | キリンチャレンジカップ2023                                         |
| 30. | 2023年9月9日   | ヴォルフスブルク | フォルクスワーゲン・アレーナ                       | ドイツ           | ○4-1         | 森保一 | 国際親善試合                                                       |
| 31. | 2023年11月16日 | 吹田             | パナソニックスタジアム吹田                         | ミャンマー       | ○5-0         | 森保一 | 2026 FIFAワールドカップ・アジア2次予選兼AFCアジアカップ 2027・予選 |
| 32. | 2024年6月6日   | ヤンゴン         | トゥウンナ・スタジアム                             | ミャンマー       | ○5-0         | 森保一 | 2026 FIFAワールドカップ・アジア2次予選兼AFCアジアカップ 2027・予選 |
| 33. | 2024年6月11日  | 広島             | エディオンピースウイング広島                       | シリア           | ○5-0         | 森保一 | 2026 FIFAワールドカップ・アジア2次予選兼AFCアジアカップ 2027・予選 |
| 34. | 2024年9月10日  | リファー         | バーレーン・ナショナル・スタジアム                 | バーレーン       | ○5-0         | 森保一 | 2026 FIFAワールドカップ・アジア3次予選                             |
| 35. | 2024年10月10日 | ジッダ           | キング・アブドゥッラー・スポーツシティ・スタジアム | サウジアラビア   | ○2-0         | 森保一 | 2026 FIFAワールドカップ・アジア3次予選                             |
| 36. | 2024年10月15日 | さいたま         | 埼玉スタジアム2002                                 | オーストラリア   | △1-1         | 森保一 | 2026 FIFAワールドカップ・アジア3次予選                             |
| 37. | 2024年11月15日 | ジャカルタ       | ゲロラ・ブン・カルノ・スタジアム                   | インドネシア     | ○4-0         | 森保一 | 2026 FIFAワールドカップ・アジア3次予選                             |
| 38. | 2024年11月19日 | 廈門             | 廈門白鷺体育場                                     | 中国             | ○3-1         | 森保一 | 2026 FIFAワールドカップ・アジア3次予選                             |
| 39. | 2025年3月20日  | さいたま         | 埼玉スタジアム2002                                 | バーレーン       | ○2-0         | 森保一 | 2026 FIFAワールドカップ・アジア3次予選                             |
| 40. | 2025年3月25日  | さいたま         | 埼玉スタジアム2002                                 | サウジアラビア   | △0-0         | 森保一 | 2026 FIFAワールドカップ・アジア3次予選                             |
| 41. | 2025年6月5日   | パース           | パース・スタジアム                                 | オーストラリア   | ●0-1         | 森保一 | 2026 FIFAワールドカップ・アジア3次予選                             |
| 42. | 2025年6月10日  | 吹田             | 市立吹田サッカースタジアム                         | インドネシア     | ○6-0         | 森保一 | 2026 FIFAワールドカップ・アジア3次予選                             |

### ゴール
| #   | 開催年月日     | 開催地           | スタジアム                                         | 対戦国         | 勝敗  | 試合概要                                                           |
| --- | -------------- | ---------------- | -------------------------------------------------- | -------------- | ----- | ------------------------------------------------------------------ |
| 1.  | 2019年10月10日 | さいたま         | 埼玉スタジアム2002                                 | モンゴル       | ○6-0  | 2022 FIFAワールドカップ・アジア2次予選兼AFCアジアカップ 2023・予選 |
| 2.  | 2021年3月25日  | 横浜             | 日産スタジアム                                     | 韓国           | ○3-0  | 国際親善試合                                                       |
| 3.  | 2021年3月30日  | 千葉             | フクダ電子アリーナ                                 | モンゴル       | ○14-0 | 2022 FIFAワールドカップ・アジア2次予選兼AFCアジアカップ 2023・予選 |
| 4.  | 2021年5月28日  | 千葉             | フクダ電子アリーナ                                 | ミャンマー     | ○10-0 | 2022 FIFAワールドカップ・アジア2次予選兼AFCアジアカップ 2023・予選 |
| 5.  | 2022年6月2日   | 札幌             | 札幌ドーム                                         | パラグアイ     | ○4-1  | キリンチャレンジカップ2022                                         |
| 6.  | 2022年9月23日  | デュッセルドルフ | デュッセルドルフ・アレーナ                         | アメリカ合衆国 | ○2-0  | 国際親善試合                                                       |
| 7.  | 2023年11月16日 | 吹田             | パナソニックスタジアム吹田                         | ミャンマー     | ○5-0  | 2026 FIFAワールドカップ・アジア2次予選兼AFCアジアカップ 2027・予選 |
| 8.  | 2024年10月10日 | ジッダ           | キング・アブドゥッラー・スポーツシティ・スタジアム | サウジアラビア | ○2-0  | 2026 FIFAワールドカップ・アジア3次予選                             |
| 9.  | 2025年3月20日  | さいたま         | 埼玉スタジアム2002                                 | バーレーン     | ○2-0  | 2026 FIFAワールドカップ・アジア3次予選                             |
| 10. | 2025年6月10日  | 吹田             | 市立吹田サッカースタジアム                         | インドネシア   | ○6-0  | 2026 FIFAワールドカップ・アジア3次予選                             |
| 11. | 2025年6月10日  | 吹田             | 市立吹田サッカースタジアム                         | インドネシア   | ○6-0  | 2026 FIFAワールドカップ・アジア3次予選                             |

## 主な出演

### CM
- 明治安田生命（2016年）[270]